# Ursula Fingerlos
Ursula Fingerlos (Sankt Michael, 17 de noviembre de 1976) es una deportista austríaca que compitió en snowboard.
Ganó una medalla de plata en el Campeonato Mundial de Snowboard de 2003, en la prueba de campo a través. Participó en los Juegos Olímpicos de Nagano 1998, ocupando el quinto lugar en la disciplina de eslalon gigante.

## Medallero internacional
| Campeonato Mundial | Campeonato Mundial    | Campeonato Mundial | Campeonato Mundial |
| Año                | Lugar                 | Medalla            | Competición        |
| ------------------ | --------------------- | ------------------ | ------------------ |
| 2003               | Kreischberg (Austria) | Medalla de plata   | Campo a través     |